# Lac Queñi
Le lac Queñi, en Argentine, est un lac andin d'origine glaciaire situé au sud-ouest de la province de Neuquén, en Patagonie, dans le département de Lácar. 

## Description
Comme presque tous les lacs andino-patagoniques, le lac Queñi est d'origine glaciaire.  
Sa surface se trouve à 819 mètres d'altitude. 

Il mesure à peu près 5,7 km de long pour une largeur moyenne de moins de 800 mètres.
Il a ainsi une superficie de plus ou moins 4 kilomètres carrés. 
Il fait partie du parc national Lanín
Situé au sein des montagnes de la cordillère des Andes, il occupe le fond d'une étroite et profonde vallée, allongée du nord au sud à quatre kilomètres à l'ouest du lac Nonthué. La zone située tout autour est inhabitée. 
Il est totalement entouré d'une superbe et dense forêt de type valdivien quasiment vierge.
Il est dominé du côté nord-ouest par le Cerro Acol, un volcan éteint qui se dresse à moins de 4 km de ses rives et qui culmine à plus de 1 800 mètres. Son cratère est occupé par deux petits lacs. 
Le lac se trouve à moins de 10 kilomètres de la frontière chilienne, et à 60 kilomètres de la ville de San Martín de los Andes, par la route provinciale no 48 qui mène au poste frontière de Paso Hua Hum.

## Bassin hydrographique
Ses affluents sont le río Queñi, l'arroyo Chachin et l'arroyo Acol.

Son émissaire, est le río Chachín, affluent du lac Nonthué. 
Il fait partie du bassin hydrographique qui va depuis le lac Lácar jusqu'à la baie de Corral au Chili, près de Valdivia. Ce bassin est donc binational et traverse la cordillère des Andes. Plusieurs lacs importants se situent dans ce bassin, soit le Lácar et le Nonthue en Argentine ; puis les lacs Pirihueico, Neltume, Calafquén, Pullinque, Panguipulli et Riñihue. Les 6 derniers sont au Chili. L'émissaire final de cette chaîne de lacs est le río Valdivia.

## Tourisme
Une zone de parking est prévue au nord du lac. Pour y accéder il existe une route d'une dizaine de kilomètres, praticable seulement par des véhicules 4x4. 
Non loin du lac, à quelque 4 km, se trouvent les sources d'eau chaude ou Termas de Queñi, dont la température est de 35 °C.  